# 河合村 (福井県)
河合村（かわいむら）は福井県吉田郡にあった村。現在の福井市中心部の北西、九頭竜川右岸の西部にあたる。

## 地理
- 河川：九頭竜川

## 歴史
- 1889年（明治22年）4月1日 - 町村制の施行により、中角村、網戸瀬村、勝見村、六日市村、高屋村、二日市村、山室村及び河合鷲塚村の区域をもって、河合村が発足する。
- 1957年（昭和32年）5月1日 - 福井市に編入する。

## 交通

### 鉄道路線
- 京福電気鉄道
  - 三国芦原線（現・えちぜん鉄道三国芦原線）
    - 中角駅 - 鷲塚針原駅

現在は旧村域に仁愛グランド前駅（臨時駅）が所在するが、当時は未開業。